# 無管海鞘目
無管海鞘目（學名：Aplousobranchia，又簡稱作無管目，是被囊动物亚门海鞘纲之下的一個目級分類單元。在較舊的分類文獻，無管目仍作無管亞目。
本目成員皆為群居動物，通過相對簡單的進食器官咽籃（pharyngeal basket）與其他海鞘區別開來。這亦是這個分類單元的學名的詞源：，即「簡單」的意思。這些動物的腹部後部包含心臟和性腺，而且通常都比其他海鞘的為大。

## 分類學
截至2021年12月5日，WoRMS紀錄由下列13個科組成：
- Clavelinidae（英语：Clavelinidae） Forbes & Hanley, 1848：異名Pycnoclavellidae Kott, 1990[3]；
- Diazonidae（英语：Diazonidae） Seeliger, 1906
- 二段海鞘科 Didemnidae（英语：Didemnidae） Giard, 1872[2]：Coelocormidae Herdman, 1886：被認為是二段海鞘科的異名；
- Euherdmaniidae（英语：Euherdmaniidae） Ritter, 1904：異名Euherdmanniidae（拼寫錯誤）；
- Holozoidae（英语：Holozoidae） Berrill, 1950
- Placentelidae（英语：Placentelidae） Kott, 1992
- Polycitoridae（英语：Polycitoridae） Michaelsen, 1904
- Polyclinidae（英语：Polyclinidae） Milne Edwards, 1841
- Protopolyclinidae（英语：Protopolyclinidae） Kott, 1992
- Pseudodistomidae（英语：Pseudodistomidae） Harant, 1931
- Ritterellidae（英语：Ritterellidae） Kott, 1992
- Stomozoidae（英语：Stomozoidae） Kott, 1990
- Vitrumidae（英语：Vitrumidae） Kott, 2009